# Лаац, Йохан
Йохан Лаац (фр. Johan Laats; род. 10 января 1967, Вилрейк) — бельгийский дзюдоист, чемпион и призёр чемпионатов Бельгии и Европы, призёр чемпионата мира, участник трёх Олимпиад.

## Карьера
Выступал в полусредней весовой категории (до 78 кг). В 1985—1995 годах шесть раз становился чемпионом Бельгии и дважды — серебряным призёром. Чемпион Европы 1997 года, дважды серебряный (1991, 1994) и дважды бронзовый призёр (1993, 1995). В 1991 году завоевал серебро чемпионата мира.
На летней Олимпиаде 1988 года в Сеуле стал 34-м. На следующей Олимпиаде в Барселоне занял пятое место. На Олимпиаде 1996 года в Атланте в итоговом зачёте оказался на девятом месте.